# イワクラ
株式会社イワクラは、山林事業、建材関連事業などを中核とする企業。代表取締役社長は岡本泰雄。

## 企業概要

### 株式会社岩倉組
所在地は北海道苫小牧市晴海町23-1。1913年（大正2年）、岩倉巻次により造材薪炭業を開業。当時の拠点は白老村（現・白老町）であった。
1932年（昭和7年）車両部を設け、木材運搬業を併業。業務拡張により本店を苫小牧に移設、1941年（昭和16年）新冠村（現・新冠町）の国有林特売権を得たのを機に、地元の製材会社を買収し、製材事業を開始。1948年（昭和23年）に株式会社岩倉組となり、以降はホモゲン工場を日本各地に建設、東京や名古屋に支店を置き、大阪や浜松にも出張所を設置するなど業務を拡張。1959年（昭和34年）5月に土建部を分離独立し、岩倉組土建株式会社(現・岩倉建設)を設立。1968年（昭和43年）岩倉海陸運輸を設立。

### 株式会社イワクラ
岩倉組は木材業を柱とした多角的な企業展開で岩倉グループの中核的な企業として発展し、不動産、開発行為、ホテル経営など広い業務に参画していったが、1973年の第一次石油ショックと長期的な不況で、経営危機が表面化し、1980年4月、岩倉組は清算会社となり、株式会社岩倉組木材を設立し、主力事業の木材・住宅部門を譲渡した。
1990年（平成2年）に現社名に社名変更した。
2001年（平成13年）12月11日にISO9001:2000の認証を獲得、また、2004年（平成16年）1月16日にもISO14001の認証を獲得した。取り扱う事業・商品には治山・土木工事施工管理などの山林事業、北海道産原木（広葉樹・針葉樹）の販売など原木・製材・木製品、造園業務など緑化造園事業、パーティクルボードなど建材関連事業などが含まれる。
特筆すべき商品に、ドイツから技術を導入して製造している「イワクラホモゲン」というパーティクルボードがある。これは日本最初のものとなり、リサイクル推進功労者等表彰・内閣総理大臣賞を獲得した。
創業者の孫である岩倉博文は岩倉建設、自民党衆議院議員を経て、現在苫小牧市長。

## グループ企業[8]
- 岩倉建設(総合建設業)

- 岩倉化学工業(化学製品の製造販売)
- イワクラホーム(住宅・マンションの設計・施工・販売など)
- 岩倉建材(建材・工業用資材・家具の仕入販売)
- 岩倉海陸運輸(自動車運送事業、倉庫業)
- イワクラゴールデンホーム(戸建て分譲、マンション分譲販売･注文住宅の建築請負･リフォーム･宅地造成他)
- イワクラインダストリー(木材製品生産・加工仕入、販売)
- デノン工業(建築用内装材の製造加工販売)
- 岩倉緑化産業(造園・緑化・造林事業)

山大岩倉グループ
- 岩倉商事(ENEOSの店舗運営など[10])
  - 山大産業(ケンタッキーのフランチャイズ運営など)
  - 山大岩倉食品(吉野家のフランチャイズ運営[11])

## アイスホッケー部
日本アイスホッケーリーグに1966年（昭和41年）のリーグ創設以来参加し、1979年（昭和54年）に休部するまで参加した。岩倉組休部後は、雪印乳業（現・札幌ホッケークラブ）が選手を引き受けた。詳しくは札幌ホッケークラブの項を参照されたい。